# Bubaglaciären
Bubaglaciären (georgiska: ბუბის მყინვარი, Bubis mqinvari), eller bara Buba (ბუბა), är en glaciär i norra Georgien, i regionen Ratja-Letjchumi och Nedre Svanetien.